# Amerika (Karlštejn)
Amerika je název samoty, nacházející se od roku 1861 na náhorní planině nedaleko od obcí Bubovice, Mořina a Karlštejn, v katastrálním území Budňany městyse Karlštejn. Název se později ujal i pro některé okolní vápencové lomy.
Samota byla založena 1. listopadu 1859, kdy ji dostal do pachtu pod názvem „Kadluvtýnská Kopanina, tzv. Amerika“ na 11 let Josef Habětín, rychtář z nedaleké Mezouně. Hospodářské budovy byly postaveny v roce 1861 po vymýcení okolního lesa. V té době spadaly pozemky pod karlštejnské panství. Na konci 19. století pak spravoval pozemky c. k. Ústav šlechtičen. Pacht byl postupně prodlužován a v roce 1926 rodina statek i pozemky vykoupila. Počátkem 50. let byla usedlost kolektivizována a přičleněna do JZD Bubovice, majitelé se ale o hospodářství nadále starali coby družstevníci. Po roce 1989 se usedlost opět osamostatnila. Samota, nepřetržitě spravovaná rodinou původních pachtýřů (nyní již pátá a šestá generace), slouží dodnes jako zemědělská usedlost.
Původní usedlost neměla až do roku 1932 vlastní zdroj pitné vody. Voda se dovážela z Královské studánky, ležící na cestě do Srbska. Místní hospodáři měli povinnost vozit vodu i pro nedalekou hájovnu, postavenou počátkem 20. století. Tato povinnost zanikla až v roce 1981.